# Spijkenisse
Spijkenisse (en néerlandais : [spɛikəˈnɪsə] ) est une ville néerlandaise située en province de Hollande-Méridionale.
Commune indépendante jusqu'en 2015, elle fusionne avec Bernisse à cette date en la nouvelle municipalité de Nissewaard, sur l'île de Putten. Lors du recensement du 1er janvier 2014, la commune de Spijkenisse compte 72 562 habitants pour une superficie de 30,27 km2, dont 4,15 km2 d'eau. Elle fait partie de la région urbaine de Rotterdam.

## Géographie

### Situation
Le territoire communal est situé au cœur du delta de la Meuse et du Rhin, au sud de Rotterdam, dans la province néerlandaise de Hollande-Méridionale.

### Communes limitrophes
|          | Rotterdam   | Albrandswaard  |
| Bernisse | Spijkenisse |                |
|          | Korendijk   | Oud-Beijerland |

## Toponymie
Le lieu doit son nom aux mots spieke (pointe) et nisse/nesse (nez), c'est-à-dire une étendue pointue de terre en saillie dans une rivière, ou une péninsule dans une rivière.

## Histoire

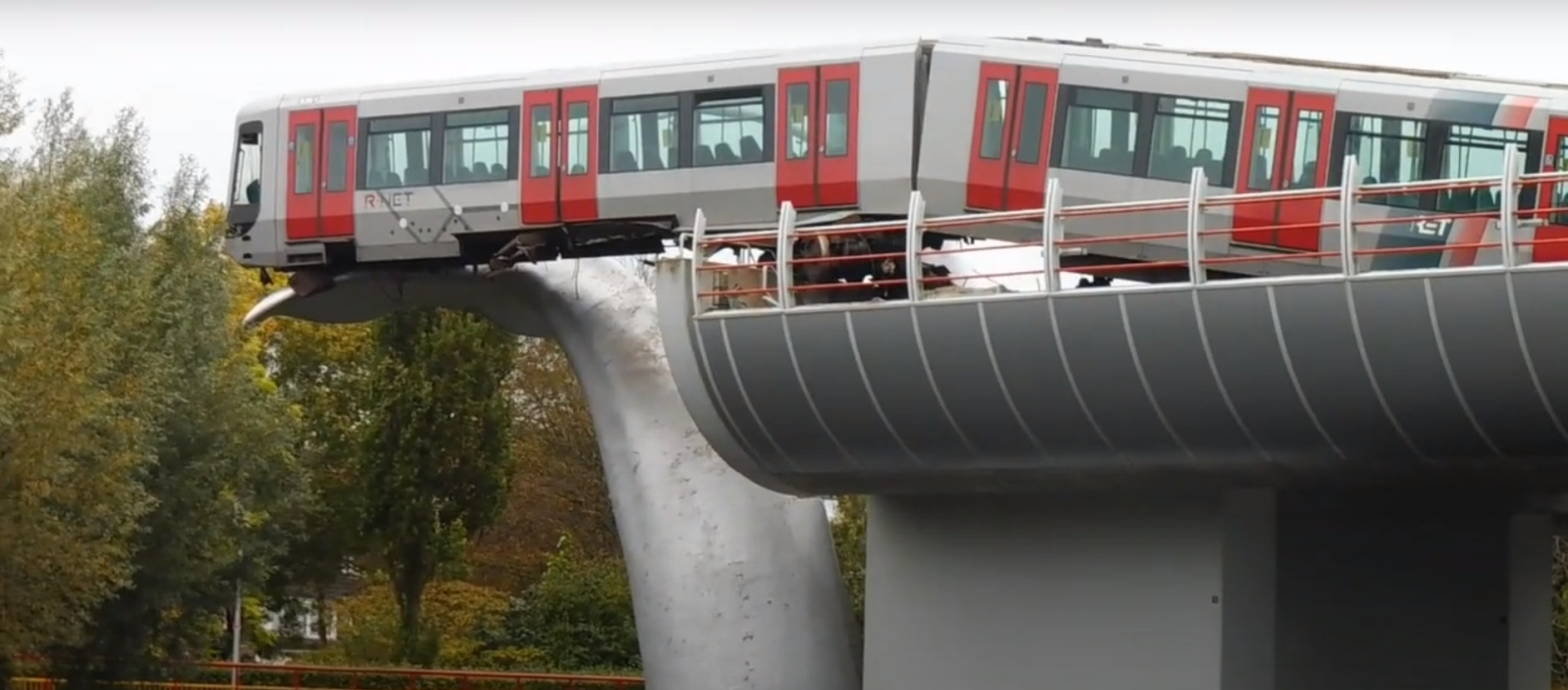
Une rame de train sauvée par une « queue de baleine » à Spijkenisse en 2020.

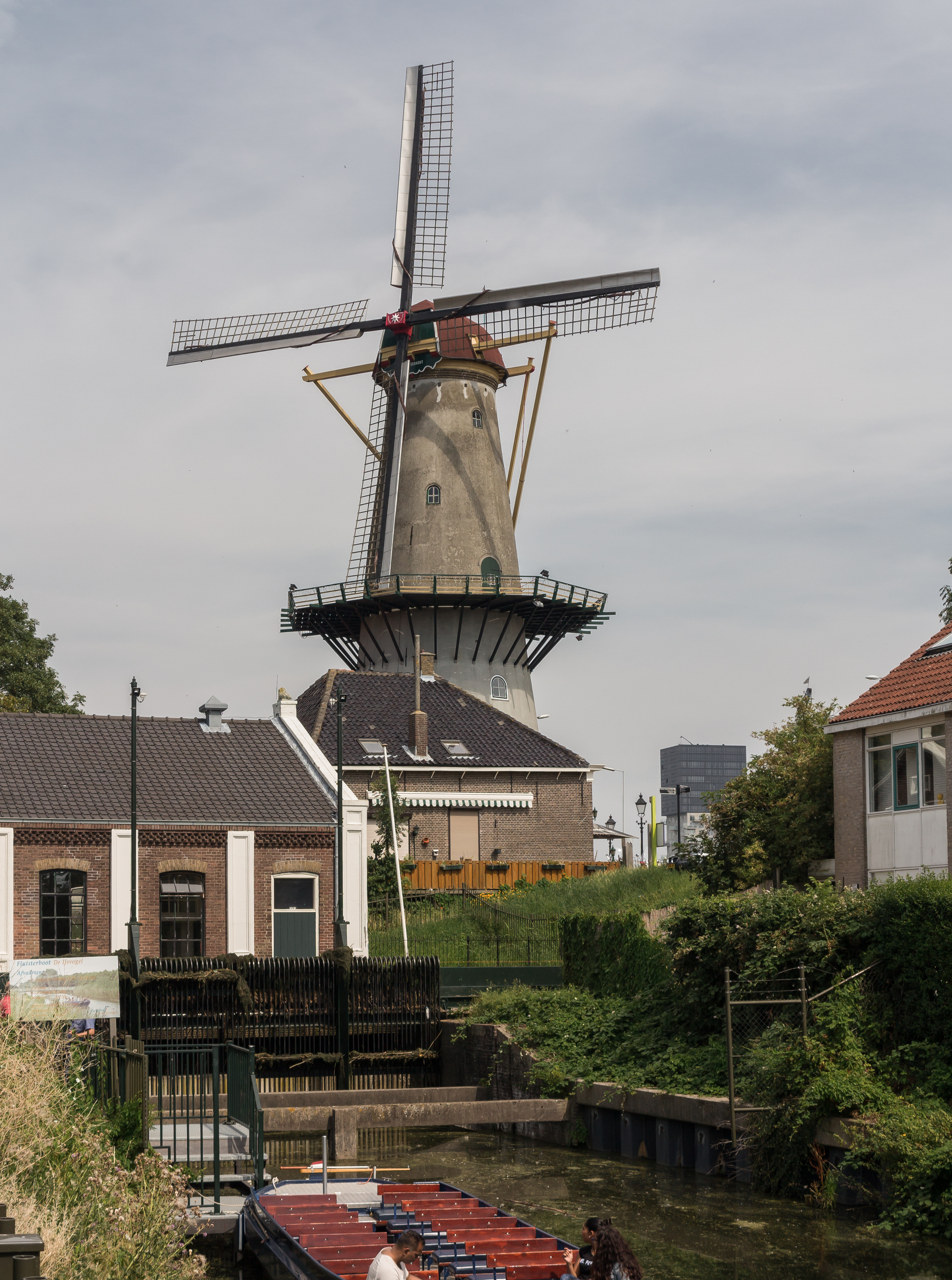
Le moulin à farine Nooit Gedacht et la fin du bassin de Vierambachten.

Le 2 novembre 2020, un peu après minuit, une rame de métro a traversé les heurtoirs de fin de ligne, au bout de la station aérienne De Akkers. À cet endroit, la ligne est en viaduc, et la rame a été retenue dans sa chute grâce à une sculpture représentant des queues de baleine. Elle est restée posée sur l'une de ces queues, à une dizaine de mètres au-dessus de l’eau.

## Urbanisme

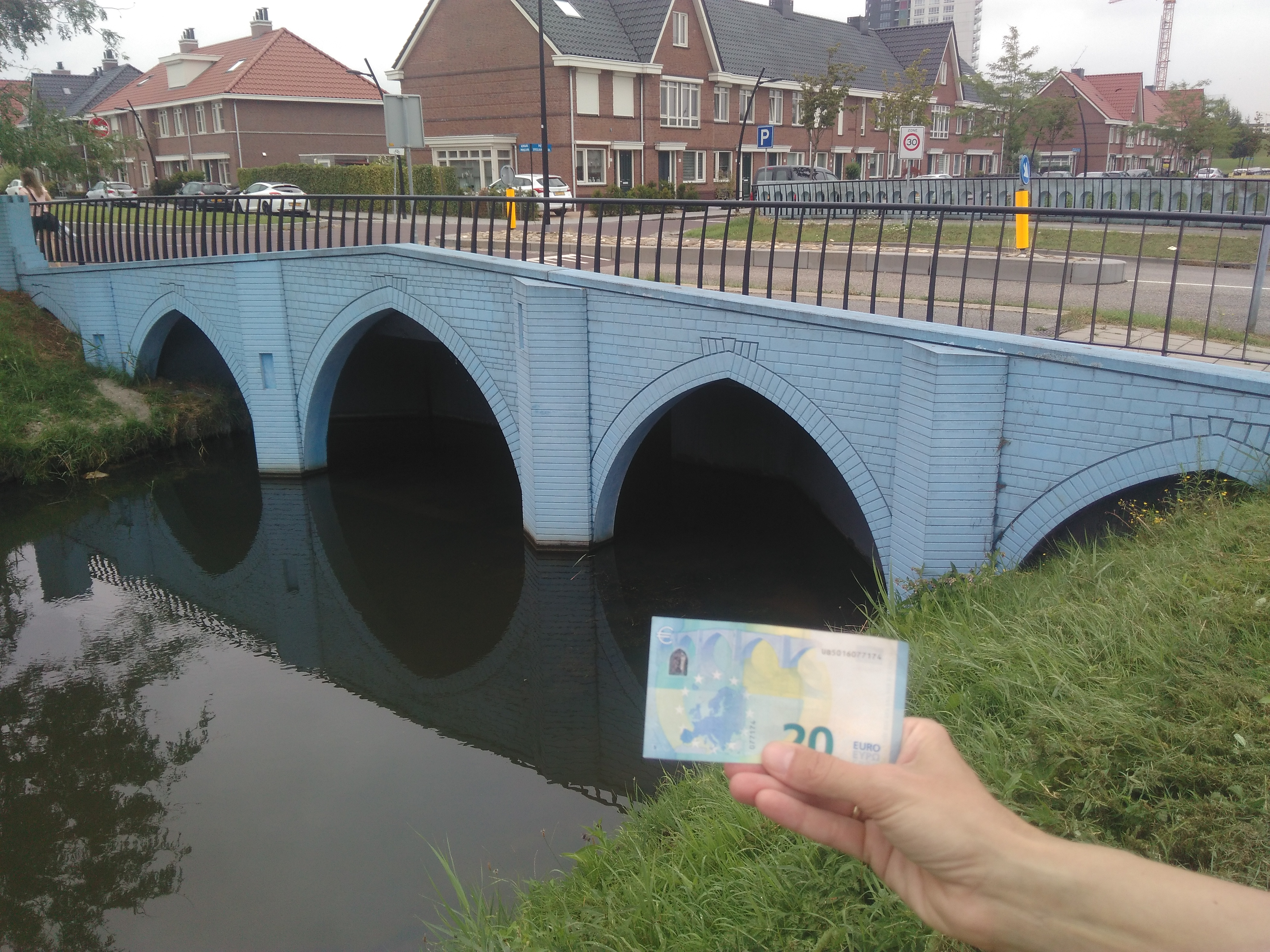
Un des ponts de Spijkenisse, construit à l'image de celui figurant sur le billet de 20 euros.

Spijkenisse est la seule ville européenne représentée sur les billets de banque en euros depuis qu'elle a fait construire sur ses canaux, en 2011, les sept ponts représentés sur ceux-ci, qui étaient initialement fictifs (conçus par le graphiste autrichien Robert Kalinka) afin d’éviter les querelles politiques entre pays. Pour cette démarche dont l'idée originale est celle du graphiste néerlandais Robin Stam, la commune a obtenu l'accord de la Banque des Pays-Bas et de la Banque centrale européenne,,.

## Politique et administration

### Jumelages
- Thetford (Royaume-Uni) depuis 1962
- Hürth (Allemagne) depuis 1966

## Population et société

### Personnalités liées à la commune
- Jan Campert, poète et résistant, auteur du poème Het lied der achttien doden (La chanson des dix-huit morts)
- Afrojack, DJ et producteur de musique dance et house.
- Duncan Laurence, représentant néerlandais et vainqueur du Concours Eurovision de la chanson 2019.